# Takuya Iwata
Takuya Iwata (岩田卓也, Iwata Takuya) (nascut el 22 d'abril de 1983) és un futbolista japonès. Actualment juga per com a defensa per l'Auckland City del Campionat de Futbol de Nova Zelanda ens els mesos d'estiu i pel Central United de la Northern Premier League en els mesos d'hivern.

## Trajectòria esportiva
Iwata inicià la seva carrera futbolística semiprofessional amb l'Escola Secundària Tècnica de Gifu entre els anys 1999 i 2001. Després se n'anà a fer estudis terciaris a la Universitat de Hamamatsu, on a més jugà per l'equip futbolístic universitari entre el 2002 i el 2005.
El 2006 Iwata va començar a jugar amb el FC Gifu. A l'acabar la temporada 2006 va ser transferit a l'equip B del club, on hi jugaria entre el 2007 i el 2009.
El 2010 Iwata va ser fitxat per l'Edge Hill United de la Far North Queensland Premier League d'Austràlia. Amb aquest club hi jugà fins al 2011. El 2011 Iwata va formar part de l'equip que guanyà el títol de campions de la temporada 2011 de la Far North Queensland Premier League. A més, aquella temporada l'Edge Hill United va guanyar la Copa Matsuda. El 2012 Iwata passà a jugar amb el Far North Queensland Bulls de la Lliga Estatal de Queensland. Però, abans d'acabar la temporada va ser transferit de nou.
Iwata fou fitxat pel Central United de la Northern Premier League neozelandesa. Hi començà a jugar el 2012 i hi juga en els mesos d'hivern (de l'hemisferi sud). L'agost el Central United guanyà la Copa Chatham 2012 en la final contra el Lower Hutt City en què guanyaren per un 6–1.
A part del Central United, el 2012 Iwata començà a jugar a partir del mes d'octubre amb l'Auckland City. Iwata fou un dels fitxatges clau del club per a la temporada 2012-13.

## Palmarès
- Copa Matsuda (1): 2011.
- Far North Queensland Premier League (1): 2011.
- Copa Chatham (1): 2012.